# Trentino Volley 2024-2025 (femminile)
Questa voce raccoglie le informazioni riguardanti la Trentino Volley nelle competizioni ufficiali della stagione 2024-2025.

## Stagione
Nella stagione 2024-25 la Trentino Volley assume la denominazione sponsorizzata di Itas Trentino.
Partecipa per la seconda volta al campionato di Serie A2 terminando il girone B della regular season al secondo posto in classifica; nella successiva pool promozione giunge al quinto posto ed ottiene l'accesso ai play-off promozione dove viene sconfitta nelle semifinali dall'Helvia Recina.
A seguito del primo posto in classifica al termine del girone di andata, si qualifica per la Coppa Italia di Serie A2 giungendo fino alla finale di Casalecchio di Reno superata dall'Adolfo Consolini.

## Organigramma societario
Area direttiva
- Presidente: Marcello Poli
- Vicepresidente: Fabrizio Lorenz
- Team manager: Serena Avi
- Direttore sportivo: Duccio Ripasardi

Area tecnica
- Allenatore: Davide Mazzanti (fino al 13 febbraio 2025), Michele Parusso (dal 13 febbraio 2025)
- Allenatore in seconda: Michele Parusso (fino al 13 febbraio 2025)
- Scout man: Cataldo Di Michele

Area comunicazione
- Ufficio stampa: Marco Fontana

Area sanitaria
- Preparatore atletico: Alessandro Gelmi
- Fisioterapista: Filippo D'Elia

## Rosa
| N° | Nome               | Ruolo | Data di nascita   | Nazionalità sportiva |
| -- | ------------------ | ----- | ----------------- | -------------------- |
| 1  | Virginia Ristori   | S     | 4 settembre 1999  | Italia               |
| 2  | Beatrice Zeni      | L     | 27 luglio 2008    | Italia               |
| 3  | Emilia Weske       | O     | 26 marzo 2001     | Germania             |
| 5  | Ilaria Batte       | P     | 27 giugno 2005    | Italia               |
| 7  | Aneta Zojzi        | S     | 23 maggio 2003    | Italia               |
| 8  | Giulia Marconato   | C     | 26 aprile 2003    | Italia               |
| 9  | Silvia Fiori       | L     | 18 luglio 1994    | Italia               |
| 10 | Maria Teresa Bassi | O     | 28 settembre 2002 | Italia               |
| 11 | Vittoria Prandi    | P     | 4 novembre 1994   | Italia               |
| 12 | Beatrice Molinaro  | C     | 15 giugno 1995    | Italia               |
| 13 | Dominika Giuliani  | S     | 26 novembre 2004  | Italia               |
| 16 | Greta Iob          | C     | 26 giugno 2006    | Italia               |
| 17 | Valeria Pizzolato  | C     | 20 maggio 1999    | Italia               |
| 18 | Dayana Kosareva    | S     | 24 agosto 1999    | Italia               |

## Mercato
| Acquisti | Acquisti           | Acquisti             | Acquisti   |
| R.       | Nome               | da                   | Modalità   |
| -------- | ------------------ | -------------------- | ---------- |
| O        | Maria Teresa Bassi | Beach World Pescara  | definitivo |
| P        | Ilaria Batte       | Club Italia          | definitivo |
| L        | Silvia Fiori       | Alba                 | definitivo |
| S        | Dominika Giuliani  | UYBA                 | definitivo |
| C        | Greta Iob          | Volano               | definitivo |
| S        | Dayana Kosareva    | Black Angels Perugia | definitivo |
| C        | Beatrice Molinaro  | Cuneo Granda         | definitivo |
| C        | Valeria Pizzolato  | Mondovì              | definitivo |
| P        | Vittoria Prandi    | Pro Victoria         | definitivo |
| S        | Virginia Ristori   | Bologna              | definitivo |
| O        | Emilia Weske       | Rice                 | definitivo |
| L        | Beatrice Zeni      | ATA Trento           | definitivo |
| S        | Aneta Zojzi        | Lecco Picco          | definitivo |

| Cessioni | Cessioni              | Cessioni           | Cessioni   |
| R.       | Nome                  | a                  | Modalità   |
| -------- | --------------------- | ------------------ | ---------- |
| S        | Roslandy Acosta       | Sesi               | definitivo |
| S        | Giulia Angelina       | BKS                | definitivo |
| O        | Carly DeHoog          | LOVB Austin        | definitivo |
| C        | Madeleine Gates       | -                  | ritirata   |
| P        | Gaia Guiducci         | Chieri '76         | definitivo |
| S        | Francesca Michieletto | Megavolley         | definitivo |
| L        | Alessandra Mistretta  | Bergamo 1991       | definitivo |
| C        | Gaia Moretto          | Serteco Genova     | definitivo |
| C        | Rossella Olivotto     | Sant'Anna          | definitivo |
| L        | Francesca Parlangeli  | Esperia            | definitivo |
| P        | Viola Passaro         | Melendugno         | definitivo |
| O        | Iris Scholten         | Kurobe AquaFairies | definitivo |
| S        | Jana Ščerban'         | Talmassons         | definitivo |
| P        | Martina Stocco        | Fratte             | definitivo |

## Risultati

### Serie A2

#### Girone di andata
| 1ª Giornata - 6 ottobre 2024 PalaCoim, Offanengo             | Offanengo      | 1 - 3 | Trentino   | 19-25, 24-26, 27-25, 13-25        |
| 2ª Giornata - 13 ottobre 2024 Sanbàpolis, Trento             | Trentino       | 3 - 0 | Alba       | 25-22, 25-19, 25-21               |
| 3ª Giornata - 20 ottobre 2024 PalaBorsani, Castellanza       | Futura Giovani | 2 - 3 | Trentino   | 18-25, 30-28, 27-25, 22-25, 5-15  |
| 4ª Giornata - 26 ottobre 2024 Sanbàpolis, Trento             | Trentino       | 3 - 2 | Fratte     | 24-26, 25-18, 26-24, 21-25, 15-12 |
| 5ª Giornata - 3 novembre 2024 Sanbàpolis, Trento             | Trentino       | 3 - 1 | Altino     | 24-26, 25-21, 25-21, 25-23        |
| 6ª Giornata - 10 novembre 2024 Palasport Da Copertino, Lecce | Melendugno     | 1 - 3 | Trentino   | 23-25, 25-21, 17-25, 14-25        |
| 7ª Giornata - 17 novembre 2024 Sanbàpolis, Trento            | Trentino       | 3 - 1 | Concorezzo | 25-22, 25-23, 22-25, 25-10        |
| 8ª Giornata - 24 novembre 2024 Geopalace, Olbia              | Hermaea        | 3 - 1 | Trentino   | 25-22, 25-15, 21-25, 31-29        |
| 9ª Giornata - 1º dicembre 2024 Sanbàpolis, Trento            | Trentino       | 3 - 2 | Esperia    | 26-28, 26-24, 25-21, 21-25, 15-11 |

#### Girone di ritorno
| 10ª Giornata - 8 dicembre 2024 Sanbàpolis, Trento                      | Trentino   | 3 - 2 | Offanengo      | 25-8, 25-27, 23-25, 25-22, 15-13  |
| 11ª Giornata - 15 dicembre 2024 Pala Francescucci, Casnate con Bernate | Alba       | 0 - 3 | Trentino       | 19-25, 26-28, 23-25               |
| 12ª Giornata - 22 dicembre 2024 Sanbàpolis, Trento                     | Trentino   | 2 - 3 | Futura Giovani | 25-21, 25-16, 19-25, 22-25, 13-15 |
| 13ª Giornata - 29 dicembre 2024 Palazzo dello Sport, Trebaseleghe      | Fratte     | 2 - 3 | Trentino       | 18-25, 25-21, 22-25, 25-20, 11-15 |
| 14ª Giornata - 5 gennaio 2025 Palazzetto dello Sport, Vasto            | Altino     | 0 - 3 | Trentino       | 19-25, 17-25, 15-25               |
| 15ª Giornata - 12 gennaio 2025 Sanbàpolis, Trento                      | Trentino   | 1 - 3 | Melendugno     | 25-18, 23-25, 23-25, 23-25        |
| 16ª Giornata - 19 gennaio 2025 Palazzetto dello Sport, Concorezzo      | Concorezzo | 1 - 3 | Trentino       | 12-25, 26-24, 19-25, 14-25        |
| 17ª Giornata - 26 gennaio 2025 Sanbàpolis, Trento                      | Trentino   | 3 - 0 | Hermaea        | 25-21, 30-28, 25-19               |
| 18ª Giornata - 1º febbraio 2025 PalaRadi, Cremona                      | Esperia    | 3 - 1 | Trentino       | 25-23, 21-25, 25-22, 25-18        |

#### Pool promozione
| 1ª Giornata - 16 febbraio 2025 Sanbàpolis, Trento                                | Trentino             | 2 - 3 | Helvia Recina        | 25-21, 25-23, 21-25, 15-25, 8-15  |
| 2ª Giornata - 19 febbraio 2025 PalaGeorge, Montichiari                           | Millenium Brescia    | 1 - 3 | Trentino             | 21-25, 14-25, 25-21, 14-25        |
| 3ª Giornata - 23 febbraio 2025 Palazzetto dello Sport, San Giovanni in Marignano | Adolfo Consolini     | 3 - 1 | Trentino             | 25-17, 28-30, 26-24, 25-22        |
| 4ª Giornata - 1º marzo 2025 Sanbàpolis, Trento                                   | Trentino             | 3 - 0 | Vallecamonica Sebino | 25-14, 26-24, 25-16               |
| 5ª Giornata - 8 marzo 2025 Sanbàpolis, Trento                                    | Trentino             | 1 - 3 | Sant'Anna            | 23-25, 18-25, 28-26, 16-25        |
| 6ª Giornata - 12 marzo 2025 PalaFontescodella, Macerata                          | Helvia Recina        | 3 - 1 | Trentino             | 25-17, 25-14, 20-25, 25-20        |
| 7ª Giornata - 16 marzo 2025 Sanbàpolis, Trento                                   | Trentino             | 3 - 1 | Millenium Brescia    | 21-25, 28-26, 25-21, 25-15        |
| 8ª Giornata - 22 marzo 2025 Sanbàpolis, Trento                                   | Trentino             | 1 - 3 | Adolfo Consolini     | 22-25, 25-18, 20-25, 19-25        |
| 9ª Giornata - 26 marzo 2025 Pala CBL, Costa Volpino                              | Vallecamonica Sebino | 3 - 2 | Trentino             | 16-25, 25-21, 25-21, 16-25, 15-12 |
| 10ª Giornata - 29 marzo 2025 PalaRescifina, Messina                              | Sant'Anna            | 3 - 0 | Trentino             | 25-16, 25-14, 25-21               |

#### Play-off promozione
| Semifinali (gara 1) - 6 aprile 2025 PalaFontescodella, Macerata  | Helvia Recina | 3 - 1 | Trentino      | 25-23, 18-25, 25-20, 26-24        |
| Semifinali (gara 2) - 9 aprile 2025 PalaTrento, Trento           | Trentino      | 3 - 2 | Helvia Recina | 25-23, 27-25, 21-25, 18-25, 15-12 |
| Semifinali (gara 3) - 13 aprile 2025 PalaFontescodella, Macerata | Helvia Recina | 3 - 1 | Trentino      | 23-25, 25-14, 25-17, 25-15        |

### Coppa Italia di Serie A2
| Quarti di finale - 18 dicembre 2024 Sanbàpolis, Trento     | Trentino         | 3 - 1 | Millenium Brescia | 24-26, 25-17, 25-23, 25-19 |
| Semifinali - 8 gennaio 2025 Sanbàpolis, Trento             | Trentino         | 3 - 0 | Offanengo         | 25-15, 25-16, 25-14        |
| Finale - 9 febbraio 2025 Unipol Arena, Casalecchio di Reno | Adolfo Consolini | 3 - 0 | Trentino          | 25-20, 25-23, 28-26        |

## Statistiche

### Statistiche di squadra
| Competizione             | Punti | In casa | In casa | In casa | In trasferta | In trasferta | In trasferta | Totale | Totale | Totale |
| Competizione             | Punti | G       | V       | P       | G            | V            | P            | G      | V      | P      |
| ------------------------ | ----- | ------- | ------- | ------- | ------------ | ------------ | ------------ | ------ | ------ | ------ |
| Serie A2                 | 49    | 15      | 10      | 5       | 16           | 8            | 8            | 31     | 18     | 13     |
| Coppa Italia di Serie A2 |       | 2       | 2       | 0       | 0            | 0            | 0            | 3      | 2      | 1      |
| Totale                   | -     | 17      | 12      | 5       | 16           | 8            | 8            | 34     | 20     | 14     |

G = partite giocate; V = partite vinte; P = partite perse 

### Statistiche dei giocatori
| Giocatore    | Serie A2 | Serie A2 | Serie A2 | Serie A2 | Serie A2 | Coppa Italia di Serie A2 | Coppa Italia di Serie A2 | Coppa Italia di Serie A2 | Coppa Italia di Serie A2 | Coppa Italia di Serie A2 | Totale | Totale | Totale | Totale | Totale |
| Giocatore    | P        | PT       | AV       | MV       | BV       | P                        | PT                       | AV                       | MV                       | BV                       | P      | PT     | AV     | MV     | BV     |
| ------------ | -------- | -------- | -------- | -------- | -------- | ------------------------ | ------------------------ | ------------------------ | ------------------------ | ------------------------ | ------ | ------ | ------ | ------ | ------ |
| M. Bassi     | 28       | 87       | 66       | 17       | 4        | 2                        | 2                        | 2                        | 0                        | 0                        | 30     | 89     | 68     | 17     | 4      |
| I. Batte     | 23       | 9        | 4        | 3        | 1        | 2                        | 0                        | 0                        | 0                        | 0                        | 25     | 9      | 4      | 3      | 1      |
| S. Fiori     | 30       | 0        | 0        | 0        | 0        | 3                        | 0                        | 0                        | 0                        | 0                        | 33     | 0      | 0      | 0      | 0      |
| D. Giuliani  | 21       | 216      | 166      | 21       | 13       | 3                        | 27                       | 20                       | 5                        | 2                        | 24     | 243    | 186    | 26     | 15     |
| G. Iob       | 2        | 0        | 0        | 0        | 0        | 0                        | 0                        | 0                        | 0                        | 0                        | 2      | 0      | 0      | 0      | 0      |
| D. Kosareva  | 26       | 353      | 279      | 21       | 37       | 3                        | 30                       | 25                       | 3                        | 2                        | 29     | 383    | 304    | 24     | 39     |
| G. Marconato | 31       | 196      | 120      | 66       | 4        | 3                        | 36                       | 23                       | 12                       | 1                        | 34     | 232    | 143    | 78     | 5      |
| B. Molinaro  | 31       | 341      | 215      | 88       | 31       | 3                        | 27                       | 21                       | 5                        | 1                        | 34     | 368    | 236    | 93     | 32     |
| V. Pizzolato | 26       | 100      | 71       | 20       | 9        | 1                        | 1                        | 1                        | 0                        | 0                        | 27     | 101    | 72     | 20     | 9      |
| V. Prandi    | 31       | 76       | 39       | 24       | 13       | 3                        | 9                        | 3                        | 3                        | 3                        | 34     | 85     | 42     | 27     | 16     |
| V. Ristori   | 30       | 108      | 88       | 7        | 13       | 1                        | 1                        | 1                        | 0                        | 0                        | 31     | 109    | 89     | 7      | 13     |
| E. Weske     | 31       | 479      | 375      | 71       | 21       | 3                        | 44                       | 34                       | 8                        | 2                        | 34     | 523    | 409    | 79     | 23     |
| B. Zeni      | 0        | 0        | 0        | 0        | 0        | 0                        | 0                        | 0                        | 0                        | 0                        | 0      | 0      | 0      | 0      | 0      |
| A. Zojzi     | 25       | 160      | 126      | 20       | 14       | 1                        | 3                        | 2                        | 1                        | 0                        | 26     | 163    | 128    | 21     | 14     |

P = presenze; PT = punti totali; AV = attacchi vincenti; MV = muri vincenti; BV = battute vincenti